# Crocodylus falconensis
Crocodylus falconensis ist eine Art der Echten Krokodile (Crocodylidae), deren Vertreter im frühen Pliozän (rund 5,333 mya) in Südamerika lebten. Sie war mit rund 4 m Länge und etwa 300 kg Lebendgewicht ein mittelgroßer Vertreter der Gattung Crocodylus und lebte am Unterlauf des Amazonas. Wahrscheinlich starb sie aus, nachdem der Fluss seinen Lauf änderte und die Region daraufhin trockener wurde. Crocodylus falconensis ist anhand von fossilen Schädelknochen und Zähnen überliefert, die in der San-Gregorio-Formation Venezuelas gefunden wurden. Sie wurden 2013 von einer Gruppe Autoren um Torsten Scheyer erstbeschrieben, die sie auf Basis einer phylogenetischen Analyse in die Gattung Crocodylus verwiesen. Die Art stellt den ursprünglichsten Vertreter der neuweltlichen Crocodylus-Arten dar.

## Merkmale
Crocodylus falconensis erreichte eine Kopflänge von 42,5 cm. Seine Schnauze zeichnet sich gegenüber anderen Crocodylus-Arten durch ihre vergleichsweise flache und breite Form aus. Rückenseitig weist der Schädel einen für neuweltliche Crocodylus-Arten typischen Mittelbuckel auf. Die Augenhöhlen sind größer als die Nasenlöcher. Die Dimensionen des Kopfes lassen auf eine Gesamtkörperlänge von rund 4 m schließen. Das Körpergewicht wird auf etwa 300 kg geschätzt.

## Ökologie
Die Fundschicht der fossilen Überreste von Crocodylus falconensis wird von Sedimenten gebildet, die wohl aus den Ablagerungen auf Überschwemmungsflächen stammen. Dort dürfte die Art ähnlich wie rezente Crocodylus-Arten im Wasser und am Uferbereich Jagd auf große Säugetiere und Schildkröten gemacht haben, unter anderem könnte die Beute aus Nagetieren von der Größe eines Wasserschweins bestanden haben. Neben C. falconensis wurden verschiedene Arten gefunden, die einen Umschwung von einem feuchtwarmen zu einem trockenen Klima dokumentieren. Am Übergang des Miozäns zum Pliozän fiel der Amazonas im nördlichen Südamerika trocken und entwässerte nicht mehr in die Karibik, sondern in den südlichen Atlantik, wodurch viele Wasserbewohner aus der Region verschwanden.

## Fossilmaterial, Stratigraphie und Verbreitung
Das Fossilmaterial von Crocodylus falconensis stammt von einem einzigen Individuum und umfasst einen Schädel mit Unterkiefer und vollständiger Bezahnung (Inventarnummer AMU-CURS-300). Es wurde bei Ausgrabungen gefunden, die unter Leitung von Torsten Scheyer zwischen 2007 und 2012 in der venezolanischen Ortschaft Urumaco stattfanden. Der Schädel entstammt dem Vergel-Schichtglied der örtlichen San-Gregorio-Formation, die aus dem frühen Pliozän stammt und auf ein Alter von etwas mehr als 5 Millionen Jahren datiert wird.

## Systematik
Die Art Crocodylus falconensis wurde 2013 von Torsten Scheyer, Orangel Aguilera, Massimo Delfino, Daniel Fortier, Alfredo Carlini, Rodolfo Sánchez, Jorge Carillo-Briceño, Luis Quiroz, Marcelo Sánchez-Villagra aufgestellt. Das Artepitheton falconensis  nimmt auf die Provinz Falcón Bezug, in der der Fundort des Holotyps gefunden wurde. Eine phylogenetische Analyse der neuen Art und anderer Krokodile ordnete C. falconensis als basalsten Vertreter der neuweltlichen Crocodylus-Arten ein.